# Ciceu-Giurgești
Ciceu-Giurgești (en hongrois : Csicsógyörgyfalva) est une commune du județ de Bistrița-Năsăud en Transylvanie (Roumanie).